# Autocharis apiensis
Autocharis apiensis là một loài bướm đêm trong họ Crambidae.